# 海灘 (電影)
《海灘》（英語：The Beach）是一部2000年冒险劇情片，由丹尼·鮑伊執導，約翰·霍奇編劇，劇情改編自亚历克斯·加兰的1996年小說《海灘》。本片由莱昂纳多·迪卡普里奥領銜主演，其他演員包含蒂達·史雲頓、维尔日妮·勒杜瓦扬、吉约姆·卡内與羅勃·卡萊爾。

## 劇情
李察是一名美國背包客，隻身前往曼谷尋求冒險。他在考山路的一家旅館住下，當晚一名瘋癲男子達菲上門聊天，提起一座島上有著如天堂般的海灘。隔天，李察在門上發現了一張地圖，標記著海灘的所在。達菲在自己的房裡割腕自殺，李察決定前往海灘一探究竟，並試圖邀請心儀的同樓女住戶范絲華一起去，但她的男友艾迪恩也加入。在旅途中，李察一時興起，將海灘的地圖複製給兩名衝浪客。
海灘所在的小島是國家公園的一部分，並不對外開放，李察、范絲華和艾迪恩只能從對岸游過去。三人在島上看到廣闊的大麻樹園，並有數名持槍的農夫巡視，三人只好換條路走並跳下瀑布。島上住民凱迪發現了他們，便帶著他們去村裡。凱迪等人是一群在島上定居的外國遊客，有著自己的村莊，農夫默許他們住下，但要求不得增加人數。首領莎爾因此極力避免海灘曝光，李察面對質問時謊稱並未將地圖外流，最後三人得到接納，加入眾人自由快活的生活。
在島上一段時間後，李察得到了范絲華的芳心。但由於莎爾的保密要求，島上的愉快生活也潛藏著一些代價。最嚴重的一次是，被鯊魚咬成重傷的人因為不能找醫生來島上，最後只能等死。莎爾也禁止眾人離開小島，只有她偶爾會划船去帕岸島採購米和個人用品。此次莎爾選中李察同行，兩人在帕岸島上巧遇得到複製地圖的衝浪客。李察的謊言被揭穿，被迫與莎爾發生一夜情來讓她保密。
不久後，衝浪客來到島上，莎爾要求李察將他們的地圖奪走，並公開兩人的一夜情，使范絲華決定分手。李察陷入困境後心神不定，開始與農夫玩起游击战。最後衝浪客因為闖進大麻樹園而被農夫擊斃，李察這才恢復清醒，要帶著范絲華與艾迪恩划船逃走，但被前來找莎爾問罪的農夫逮住。農夫要將眾人驅離小島，除非莎爾將禍首李察給槍斃。莎爾扣了扳機，但農夫給的槍其實沒有子彈。農夫的計策奏效，李察以外的眾人終於意識到島上生活背後的代價涉及人命，全部決定離開小島，丟下莎爾一人。
片尾，李察回到美國後，在网吧裡收到范絲華寄來的一張照片，是島上眾人在事情變調前的快樂大合照。

## 演員
- 莱昂纳多·迪卡普里奥飾演李察（Richard）
- 蒂達·史雲頓飾演莎爾（Sal）
- 维尔日妮·勒杜瓦扬飾演范絲華（Françoise）
- 吉约姆·卡内飾演（Étienne）
- 羅勃·卡萊爾飾演達菲（Daffy）
- Paterson Joseph（英语：Paterson Joseph）飾演凱迪（Keaty）
- Lars Arentz-Hansen飾演巴格（Bugs）：莎爾的男友。

## 製作
主體拍攝於1999年1月18開始，於澳大利亚和泰国進行製作。

## 外部連結
- 互联网电影数据库（IMDb）上《The Beach》的资料（英文）
- AllMovie上《The Beach》的资料（英文）
- TCM电影资料库上《The Beach》的资料（英文）
- 爛番茄上《The Beach》的資料（英文）
- Box Office Mojo上《The Beach》的資料（英文）